# Хакимов, Хасан Сулейманович
Хаса́н Сулейма́нович Хаки́мов (род. 16 октября 1976 года, Чечено-Ингушская ССР, СССР) — российский и чеченский политический деятель. Заместитель Председателя Правительства Чеченской Республики с 27 октября 2016 года.

## Биография
Хасан Хакимов родился 16 октября 1976 года в Чечено-Ингушской ССР. В 2009 году окончил в Москве Академию управления и права имени Святослава Федорова по специальности «Юриспруденция».
В 2006—2007 годах занимал должность советника Председателя Правительства Чеченской Республики.
Советник Президента Чеченской Республики в 2007—2013 годах.
С 27 октября 2016 года — заместитель Председателя Правительства Чеченской Республики.
Отвечает за иностранные инвестиции в Чеченскую Республику, проводя частые встречи с представителями иностранных компаний с целью привлечения средств в регион.